# Colpothrinax cookii
Colpothrinax cookii là loài thực vật có hoa thuộc họ Arecaceae. Loài này được Read mô tả khoa học đầu tiên năm 1969.